# Quế Phong (xã)
Quế Phong là một xã thuộc huyện Quế Sơn, tỉnh Quảng Nam, Việt Nam.

## Địa lý
Xã Quế Phong nằm ở phía tây huyện Quế Sơn, có vị trí địa lý:
- Phía đông và phía bắc giáp xã Quế Long
- Phía tây giáp huyện Nông Sơn
- Phía nam giáp xã Quế An.

Xã Quế Phong có diện tích 31,34 km², dân số năm 2019 là 4.934 người, mật độ dân số đạt 157 người/km².
Quế Phong là một vùng đất trù phú, đồng ruộng phì nhiêu, núi non trùng điệp.

## Lịch sử
Trong thời kỳ chiến tranh chống Mỹ, với địa hình chủ yếu là núi nên Quế Phong còn là vùng căn cứ cách mạng, vùng giải phóng an toàn.
Sau năm 1975, Quế Phong là một xã lớn bao gồm xã Quế Phong, xã Quế Long, thôn Lãnh Thượng (thị trấn Đông Phú) hiện nay.
Ngày 23 tháng 9 năm 1981, Hội đồng Bộ trưởng ban hành quyết định số 79-HĐBT: Chia xã Quế Phong thành hai xã lấy tên là xã Quế Phong và xã Quế Long.

## Kinh tế
Quế Phong ngày nay đang chuyển mình vươn lên thành một xã miền núi điển hình của tỉnh với một nền kinh tế bền vững. Đời sống nhân dân ngày càng được cải thiện đáng kể.

## Du lịch
Trên địa bàn xã có vũng nước nóng Bàn Thạch không những là danh lam, thắng cảnh mà còn có nhiều giá trị về kinh tế, y học... đang được địa phương kêu gọi thu hút đầu tư.
Hồ chứa nước An Long không những phục vụ cho sản xuất nông nghiệp và nước sinh hoạt cho nhân dân trên địa bàn xã mà còn là điểm du lịch lý thú.

## Hành chính
Hiện nay, xã Quế Phong có 05 thôn: An Long, Thuận Long, Gia Cát, Thạch Thượng, Tân Phong.